# 李明吉
李明吉（리명길，?—），北韓政治家，任職朝鮮農業勞動者同盟委員會委員長、朝鮮勞動黨中央委員會中央候補委員和最高人民會議代議員。

## 生平
外間對於李明吉的早期事跡不太清楚，韓國統一部也不知道他是在何時出任農業勞動者同盟委員會的委員長。2010年5月，他成為最高人民會的常任委員會委員。同年9月，又入選黨中央委員會的中央候補委員名單。2012年11月，被委任為國家體育指導委員會的委員。2014年3月，首次在最高人民會議選舉當選為代議員。

## 資料來源
1. 1 2 3 4  .   [2014-04-12]. （原始内容存档于2016-03-05）.